# Tu bije serce Europy! Wybieramy hit na Eurowizję! (2023)
Tu bije serce Europy! Wybieramy hit na Eurowizję! – koncert stanowiący polskie eliminacje na 67. Konkurs Piosenki Eurowizji organizowany w Liverpoolu.

## Geneza organizacji konkursu
19 września 2022 Telewizja Polska poinformowała o rozpoczęciu procesu zgłoszeniowego dla osób zainteresowanych udziałem w krajowych eliminacjach.

## Przebieg konkursu

### Czas i miejsce konkursu
Polskie eliminacje do Konkursu Piosenki Eurowizji odbyły się 26 lutego 2023 w hali Transcolor w Szeligach, na przedmieściu Warszawy. Koncert finałowy trwał w godzinach 17:30–19:30.

### Zgłaszanie utworów
Proces nadsyłania propozycji przez twórców ruszył 20 września 2022. Zgłaszane propozycje muszą spełniać warunki regulaminu Konkursu Piosenki Eurowizji, tj. nie mogą trwać dłużej niż trzy minuty oraz nie mogą zostać opublikowane przed 1 września 2022. Każdy z wykonawców mógł zgłosić więcej niż jedną piosenkę. Termin nadsyłania propozycji początkowo mijał 15 stycznia 2023, jednak organizatorzy koncertu z uwagi na „ogromne zainteresowanie artystów” i w ramach „wyjścia naprzeciw oczekiwaniom młodych artystów” wydłużyli okres przyjmowania zgłoszeń do 10 lutego. TVP przyjęła ok. 300 zgłoszeń. Produkcja koncertu nie wykluczała również przyznania tzw. dzikiej karty wykonawcy, który nie przedstawił swojej propozycji w procesie zgłoszeniowym. 
Lista uczestników koncertu finałowego została opublikowana 15 lutego 2023. Do finału zostało dopuszczonych 10 uczestników. Lista uczestników koncertu finałowego została opublikowana 15 lutego w programie Pytanie na śniadanie, znaleźli się na niej:
- Ahlena („Booty”)
- Alicja Szemplińska („New Home”)
- Blanka („Solo”)
- Dominik Dudek („Be Good”)
- Felivers („Never Back Down”)
- Jann („Gladiator”)
- Kuba Szmajkowski („You Do Me”)
- Maja Hyży („Never Hide”)
- Natasza Urbańska („Lift U Up”)
- Jan „Yan” Majewski („Champion”)

Chęć udziału w selekcjach publicznie wyrazili również, m.in.: Anna Cyzon (z piosenką „Death of an Artist”), Zee Krayski („Not Tonight”), Lor („Trafalgar Square”), Ramona Rey („Kocham”), Natalia Sikora („Fiery Angel”), Stashka („Wspólny cel” i „Stan umysłu”), Jan Traczyk („Stay Awake”), Monika Urlik („Changes”), Magdalena Welc i Mariusz Ostański („Głupota”), AdriatiQ („Headspace [We Are Lost in This World]”), Aelin („We’re Not Afraid”), Paula Biskup („Terapia”), Lukas Blisse („222”), Daniel Borzewski („Wake Up”), Bóstwo („Małgosia i Jaś”), Juli Chan („Relapse”), Colombo („Sny”), Dagga („Przepis na niebo”), Juliet Daisy („Let You Go”), Koti Dykiel („Carry Me Home”), EDEIN („Memories”), Krystian Embradora („Na pokaz”), Joulie Fox („Unlovable”), Gabi Foksa („Ram pam pam”), Gabor („Chcemy być sobą”), Gnewman i Tom Tampa („I Want Your Love”), Szymon Grzybacz („Jak żyć”), Hairy Legs („Dziewczyna”), Hania („W pełni”), Bartek Iwaniak („Gra pozorów”), Basia Janyga („MothEarth”) Oscar Jensen („Fallin in Love”), Julya („Toksyczny tlen”), Maja Kapłon i Pyotr Radzio („Seven Clouds”), Ola Kędra („Jeszcze raz”), Krystian Koronka („Lion”), Aga Kruczek („James Blunt [Przed północą]”), Sabina Kułak („Silna”), Dominika Kwiatkowska („Kolo”), Giuseppe Lacivita („Nobody”), Laura („My name is Laura”), Lunaria („Inferno”), Klaudia Magica („Dance Alone”), Adrian Makar („Head in the Clouds”), Marless x Walchuck („Kaszmirowy”), Paweł Morawiec („Fiolet”), Natalia Moskal („Sole ad est”), Monya („Mamy siebie”), Justyna Możdżonek („Superpowers”), Mycu („Heal”), NEIT („To co mam”), Neodym („Sunday Lover”), Niki („Red Flag”), Adrian „Adu” Nowiński („Dałem ci siebie”), Nuddlle („Water Whispers”), Pepi („Do świtu”), Raro („Domino”), Ronney („Moment”), Anna Serafińska („Dokąd zmierza czas?”), Patrick Silvar („Fuse”), Skolim („Kiss Me Baby”), Spleenn („Frozen Flower”), Marcin Staszek („Tylko finał”), Filip Sterniuk („Let Me Know”), Mary Syll („Kim jestem ja bez ciebie”), Piotr Szewczyk („Fuse”), Agnieszka Wiechnik („Nieidealna”), Monika Wiśniowska-Basel („Ladaco”), Cynthia Zietara Verazie („Dancing with the Shadows”), Tony Yoru („Redflag”), Ylo Violin i Łukasz Karauda („There Was No Reason”), Katarzyna Zarkesh („Ten jedyny/The One” i „Będzie działo się”), Zazula („Kołomyja”), Wiktor Zwierzyński („Zgaś”), Lidia Kopania, Karolina Lizer, Anna Józefina Lubieniecka, Maria Niklińska, Hubert Bisto, Catalyst Symphony, Justyna Dobroć, Karol Dziedzic, How We Met, Karo Glazer, Julia „Sara” Jaroszewska, Cecilia Kallin, Sonia Maselik, Jakub Rajman, Nick Sinckler, siostry Szczepańskie, Marcin Szczurski, Sandra S i Sandra Wolska.

### Prowadzący, jurorzy i goście specjalni

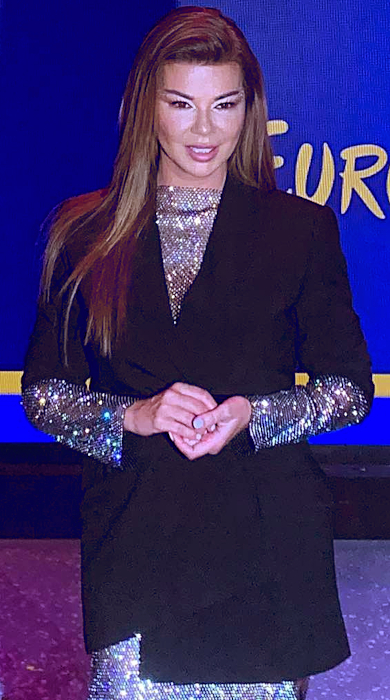
Edyta Górniak, przewodnicząca komisji jurorskiej w finale programu

W lutym Wirtualne Media podały, że występy uczestników w finale programu ocenią: piosenkarka Edyta Górniak, dziennikarz muzyczny Marek Sierocki, choreograf Agustin Egurrola i dyrektor Programu Pierwszego Polskiego Radia Marcin Kusy. Koncert finałowy poprowadzą: tancerka Ida Nowakowska (prowadząca Konkursu Piosenki Eurowizji Junior w 2019 i 2020) i prezenterka Małgorzata Tomaszewska (prowadząca 18. Konkursu Piosenki Eurowizji Junior) oraz Aleksander Sikora (polski komentator Konkursu Piosenki Eurowizji i Konkursu Piosenki Eurowizji Junior). W trakcie koncertu finałowego gościnnie wystąpią m.in. byli reprezentanci Polski w Konkursie Piosenki Eurowizji: Edyta Górniak (1994) i Krystian Ochman (2022), a także Roksana Węgiel, zwyciężczyni 16. Konkursu Piosenki Eurowizji Junior (2018) i Sara James, reprezentantka kraju i zdobywczyni drugiego miejsca na 19. Konkursie Piosenki Eurowizji Junior (2021). Podczas programu wystąpi także zespół Kalush Orchestra, zwycięzca 66. Konkursu Piosenki Eurowizji (2022) oraz finalistki Eurowizji 2021: Stefania i Efendi.

### Kontrowersje

#### Udział Ahleny
23 lutego 2023 roku wieczorem Janusz Daszczyński, dziennikarz i były prezes zarządu Telewizji Polskiej, napisał na swoim koncie na Facebooku negatywne komentarze odnoszące się do udziału utworu Ahleny „Booty” w preselekcjach, sądząc, że przyjęcie takiej piosenki do preselekcji to „skandal”, a tekst utworu jest obsceniczny i nie nadaje się do emisji w państwowej telewizji. Temat został poruszony podczas rady programowej zorganizowanej 23 lutego, a osoby zaangażowane w organizację selekcji zostały poproszone o wyjaśnienia. Podkreślono, że to niepodległa komisja wybrana przez TVP podejmowała decyzje, na którą nadawca nie miał wpływu. Również spekulowano, że za wpisem Daszczyńskiego stoi inny były pracownik TVP, który jest menadżerem artystki niezakwalifikowanej do finału preselekcji, próbując wymusić przyznanie wokalistce tzw. „dzikiej karty”. Telewizja Polska zaproponowała artystce, aby zmieniła przed preselekcjami tekst piosenki na „bardziej neutralny”, na co wokalistka się zgodziła.

#### Kontrowersje wokół wyników

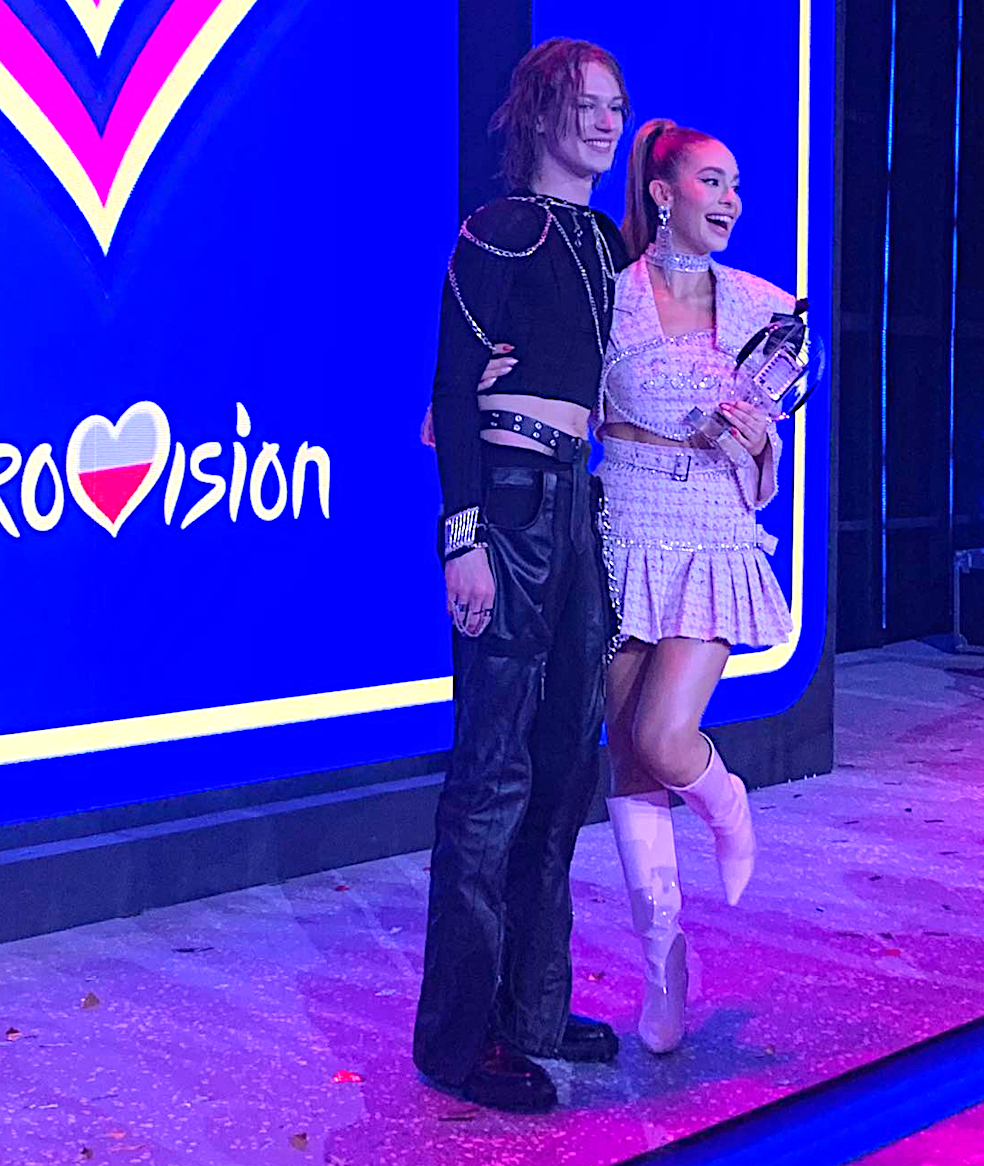
Jann i Blanka Stajkow, zdobywcy drugiego i pierwszego miejsca w finale programu

Wątpliwości dotyczące uczciwego przebiegu preselekcji zostały wyrażone przez wiele różnych organizacji oraz sympatyków Konkursu Piosenki Eurowizji. Podczas ogłoszenia wyników jury przewodnicząca komisji Edyta Górniak została wybuczana przez publiczność. Tuż po finale konkursu pojawiły się oskarżenia wobec TVP i jury o powiązania ze zwyciężczynią konkursu, co miało wiązać się z wygraną w preselekcjach. Ponadto sympatycy konkursu zarzucili celowe zaniżenie przez jury głównego faworyta Janna na korzyść Blanki i domagali się z tego powodu anulowania wyników preselekcji. Oburzenie wynikami wyrazili m.in. Ralph Kaminski, Michał Szpak i Sandra Kubicka. Powodami układów z Blanką miały być m.in. rzekoma przyjaźń piosenkarki i Allana Krupy, syna Edyty Górniak (przewodniczącej jury); pogląd, że jury miało zbyt duży wpływ na wybór reprezentanta, a głosy widzów, których – według nieoficjalnych informacji – oddano trzykrotnie więcej na zwycięzcę głosowania publiczności (Janna) niż na Blankę, miały za mały; udział tancerzy z grupy Volt Agustina Egurroli (jednego z członków jury) w występie Blanki; oraz wiadomość z serwisu TVP Rozrywka opublikowana dwie godziny przed rozpoczęciem gali (TVP odparła, że wydawca serwisu tvp.pl pracę nad artykułem o reprezentancie Polski w 67. Konkursie Piosenki Eurowizji rozpoczął wcześniej, a w systemie zarządzania treścią rzekomo zapisany został moment utworzenia pliku, zamiast godziny publikacji), w późniejszym czasie pojawiły się również spekulacje jakoby mama zwyciężczyni preselekcji miała pracować dla TVP. Po finale na zwyciężczynię głosowania jury spadła spora krytyka, a zdobywca drugiego miejsca, Jann, zaapelował za pośrednictwem profilu na Instagramie o zachowanie szacunku do Blanki oraz kibicowanie piosenkarce podczas Konkursu Piosenki Eurowizji.
Po finale krajowych selekcji pojawiły się dwie petycje, w których internauci domagali się zmiany reprezentanta Polski. Wyrażono w niej niezadowalający wynik jury, który wpłynął na wygraną Blanki w preselekcjach. Petycję w serwisie PetycjeOnline podpisało ponad 91 tysięcy osób, a tę opublikowaną poprzez organizację Avaaz – ponad 7 tysięcy osób.
Dzień po ogłoszeniu wyników polskie portale eurowizyjne złożyły petycję pod adresem TVP o publikację liczby głosów oddanych na poszczególnych uczestników, co wraz z wątkiem niezależności członków jury od Blanki miałoby zostać przebadane przez „niezależną firmę zewnętrzną”. Nadawcami tej petycji były: Eurowizja.org, OGAE Polska, Dziennik Eurowizyjny, Dobry Wieczór Europo, Misja Eurowizja i Let's Talk About ESC. TVP oświadczyła, że podczas finału konkursu „zastosowała się do zasad głosowania zgodnie z regulaminem” i wyjaśniła, że nad przebiegiem głosowania „czuwał obecny podczas finału notariusz”. 20 lipca 2023 stowarzyszenie OGAE Polska poinformowało o skierowaniu skargi do Wojewódzkiego Sądu Administracyjnego, a 6 grudnia 2024 opublikowało pełne wyniki głosowania telewidzów w finale programu, które TVP udostępniła mu na mocy wyroku WSA. Sąd stwierdził także, że wyniki indywidualnych rankingów jurorów nie stanowią informacji publicznej, więc nie muszą być ujawnione, jednak OGAE Polska zapowiedziało złożenie w tej sprawie skargi kasacyjnej do Naczelnego Sądu Administracyjnego.

#### Oskarżenie o plagiat
Utwór „Solo” Blanki został oskarżony o plagiat piosenki „Up” Inny oraz „Solo” Demi Lovato. Blanka nie odniosła się do zarzutów.

## Wyniki
Zwycięzca eliminacji został wybrany poprzez głosowanie jurorów oraz telewidzów, którzy mogli oddać maksymalnie 20 głosów za pomocą wiadomości SMS. Każdy z jurorów musiał uszeregować występy, przyznając im od 1 do 8, 10 i 12 pkt. Zsumowane punkty od członków jury stworzyły jeden ranking w identycznej punktacji do tej, którą przyznaje jeden juror. Po odczytaniu wyników głosowania komisji prowadzący odczytali punktację zsumowaną jurorów i telewidzów. Szczegółowe punktowe wyniki preselekcji zostały ujawnione następnego dnia, natomiast detalowane wyniki głosowania widzów – 6 grudnia 2024, niecałe dwa lata później.
| Lp. | Wykonawca          | Piosenka          | Język             | Jurorzy | Widzowie      | Widzowie | Suma | Miejsce |
| Lp. | Wykonawca          | Piosenka          | Język             | Jurorzy | Liczba głosów | Punkty   | Suma | Miejsce |
| --- | ------------------ | ----------------- | ----------------- | ------- | ------------- | -------- | ---- | ------- |
| 1   | Natasza            | „Lift U Up”       | angielski         | 6       | 571           | 2        | 8    | 7       |
| 2   | Kuba Szmajkowski   | „You Do Me”       | angielski         | 3       | 751           | 3        | 6    | 8       |
| 3   | Ahlena             | „Booty”           | angielski         | 1       | 340           | 1        | 2    | 10      |
| 4   | Dominik Dudek      | „Be Good”         | angielski         | 10      | 5 823         | 8        | 18   | 3       |
| 5   | Alicja Szemplińska | „New Home”        | angielski         | 5       | 3 647         | 5        | 10   | 6       |
| 6   | Felivers           | „Never Back Down” | angielski, polski | 8       | 4 123         | 6        | 14   | 4       |
| 7   | Maja Hyży          | „Never Hide”      | angielski         | 2       | 857           | 4        | 6    | 9       |
| 8   | Jann               | „Gladiator”       | angielski         | 7       | 18 665        | 12       | 19   | 2       |
| 9   | Blanka             | „Solo”            | angielski         | 12      | 6 020         | 10       | 22   | 1       |
| 10  | Yan Majewski       | „Champion”        | angielski         | 4       | 4 576         | 7        | 11   | 5       |

## Oglądalność
Średnia widownia relacji na dwóch antenach wyniosła 1,45 mln osób. Przełożyło się to na 10,58 proc. udziału stacji w rynku telewizyjnym wśród wszystkich widzów, 7,98 proc. w grupie komercyjnej 16-49 (AMR na poziomie 351 tys. osób) oraz 7,73 proc. w grupie 16-59 (AMR – 505 tys. widzów). W TVP1 polskie preselekcje do Eurowizji 2023 śledziło średnio 1,36 mln widzów, a TVP Polonia było to 86 tys.